# (21805) 1999 TQ9
(21805) 1999 TQ9 est un astéroïde de la ceinture principale d'astéroïdes découvert en 1999.

## Description
(21805) 1999 TQ9 a été découvert le 8 octobre 1999 à Višnjan, une municipalité située dans le comitat d'Istrie en Croatie, par Korado Korlević et Mario Jurić.

### Caractéristiques orbitales
L'orbite de cet astéroïde est caractérisée par un demi-grand axe de 3,10 UA, un périhélie de 2,50 UA, une excentricité de 0,19 et une inclinaison de 0,72° par rapport à l'écliptique. Du fait de ces caractéristiques, à savoir un demi-grand axe compris entre 2 et 3,2 UA et un périhélie supérieur à 1,666 UA, il est classé, selon la JPL Small-Body Database, comme objet de la ceinture principale d'astéroïdes.

### Caractéristiques physiques
(21805) 1999 TQ9 a une magnitude absolue (H) de 13,6 et un albédo estimé à 0,295.